# Шоколадний лікер

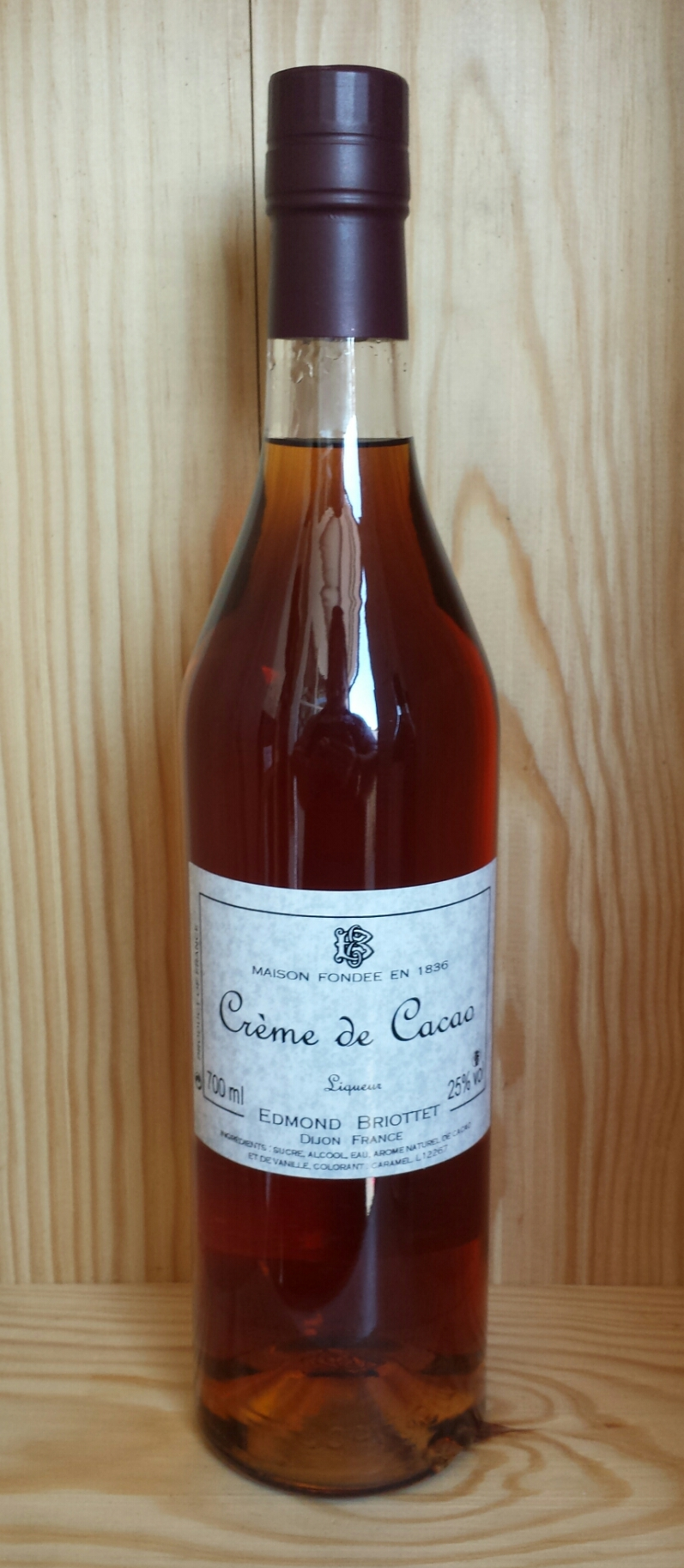
Пляшка шоколадного лікеру Crème de cacao.

Шоколадний лікер — лікер, який за смаком нагадує шоколад.

## Історія
Шоколадний лікер не є новим винаходом. У Франції зустрічаються згадки про виробництво та продаж шоколадного лікеру ще в 1666 році. У контексті передбачається, що йдеться саме про шоколадний лікер, а не про будь-який інший шоколадний напій. У Новій Англії до американської революції XVIII століття популярним було «шоколадне вино». До його складу було включено: херес, портвейн, шоколад та цукор. Крім того, шоколадний лікер був описаний у французькому керівництві, яке було оприлюднено в 1780 році. У французькому керівництві для фармацевтів, виданому в 1803 році, міститься рецепт шоколадного лікеру (ratafia de chocolat, також ratafia de cacao). Аналогічний рецепт включає у себе американська кулінарна книга початку XIX століття, що була опублікована у 1825 році, яка зберігається в історичному архіві у Південній Кароліні. У навчальних посібниках та енциклопедіях, що видавалися протягом XIX і на початку XX століття французькою, англійською та іспанською мовами, були опубліковані схожі рецепти. Наприкінці XIX століття керівництво по кулінарії призводить рецепт, який включає у себе методи очищення та фарбування лікеру. Подібне керівництво, яке вийшло на початку XX століття надає чотири рецепта приготування шоколадного лікеру. Наприкінці XX століття на ринку було представлено декілька марок шоколадного лікеру — це сталось результатом «шоколадного захоплення» 1990-х років.

## Рецепт

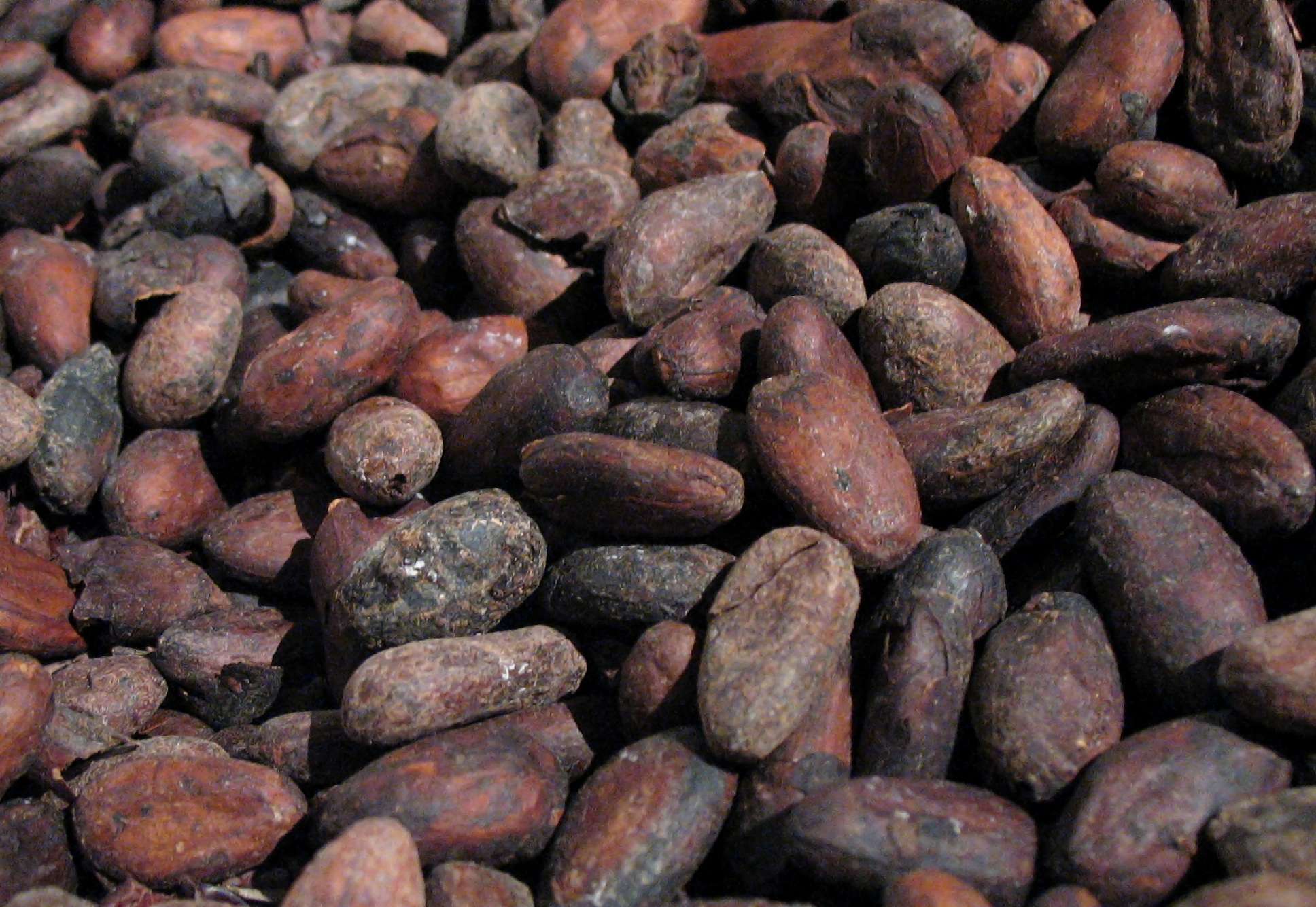
Какао-боби.

У рецептах шоколадного лікеру на початку XIX століття були представлені какао-боби. Здебільшого сучасному рецепті інгредієнти, перераховані для виготовлення шоколадного лікеру в домашніх умовах: шоколадний екстракт, екстракт ванілі, горілка і простий сироп. Для стабілізації шоколадного екстракту в суспензії і отримання густішого лікеру можна додати гліцерин. Зазвичай у чистому вигляді шоколадний лікер прозорий, однак може бути додано забарвлення. Рецепти для виготовлення саморобних шоколадних лікерів можуть, у числі іншого, містити в якості одного з інгредієнтів сирі яйця, які можуть загрожувати захворюванням на сальмонельоз. Розумна безпека може бути досягнута шляхом змішування курячих яєць з алкоголем перед додаванням інших інгредієнтів.
Спочатку в процесі приготування какао-боби додавали до класичного лікеру. Сучасне шоколадне вино можна розглядати як різновид шоколадного лікеру.

## Варіації
Існує три типи шоколадного лікеру: лікер, вершковий лікер і крем-какао.

### Шоколадні лікери
- Afrikoko (кокосовий горіх та шоколад)
- Ashanti Gold
- Bicerin Di Giandujotto
- Djangoa (зі смаком анісу)
- Godiva Dark Chocolate
- Liqueur Fogg
- Mozart Black (темний шоколад)
- Royal Mint-Chocolate Liqueur (Франція)
- Sabra liqueur (темний шоколад і апельсини Jaffa)
- Thornton's Chocolate Liqueur

### Вершкові шоколадні лікери
- Cadbury Cream Liqueur[10]
- Dooley´s White Chocolate Cream Liqueur
- Dwersteg's Organic Chocolate Cream Liqueur
- Godiva White Chocolate
- Florcello Chocolate Orange Cream Liqueur
- Mozart Gold Chocolate Cream Liqueur
- Mozart White Chocolate Cream Liqueur
- Vana Tallinn Chocolate Cream
- Vermeer Dutch Chocolate Cream Liqueur

### Crème de cacao
Crème de cacao може бути прозорим або темним (карамельного кольору), який часто позначається як «темний крем-какао». Французьке слово «крем» стосується вершкової текстури цього вельми солодкого лікеру, проте в його складі немає жодного молочного крему.
Вміст алкоголю в лікері Crème de cacao варіює зазвичай в межах від 20 до 25 об.%, або 40—50 пруф (США).